# Jarreth Merz
J. Merz Jarreth (Zúrich, 1 de mayo de 1970), más conocido como Jarreth Merz, es un actor, director y productor suizo.

## Biografía
Jarreth Merz nació en Zúrich. A los 20 años, Merz decidió ser un actor. Estudió como actor y productor en Zúrich y Nueva York. Actuó en varias películas como en Chill Out, haciendo el papel de Schuhverkäufer, en Nightshift como Jacques, y en la película La Pasión de Cristo, haciendo el rol de Simón de Cirene, el hombre que ayuda a Jesús a llevar la cruz. Él fue el productor ejecutivo de Nightshift.

## Filmografía
- Länger leben (2010) como Hassan
- Dark Streets (2008) como Pale Man
- South of Pico (2007) como Ivan
- Law & Order: Special Victims Unit (2007) como Haroun Abbas (1 episodio)
- The Unit (2007) como Momed Salah (1 episodio)
- The Alibi (2006) como Quiet Man
- Sleeper Cell (2005) como Jamal (1 episodio)
- Nightshift (2005) como Jacques
- La Pasión de Cristo (2004) como Simón de Cirene
- ER (2003) como Charles (3 episodios)
- Taking Sides (2001) como US Soldier
- Curiosity & the Cat (1999) como Hortek
- Chill Out (1999) como Schuhverkäufer
- Fake - Die Fälschung (1998) como Cop
- Propellerblume (1997)

## Productor
- Nightshift (2005) (productor ejecutivo)

## Películas actuando como él mismo
- Glorious Exit (2008) como él mismo
- The Big Question (2004) como él mismo

- Datos: Q1683706
- Multimedia: Jarreth Merz / Q1683706